# 끓음

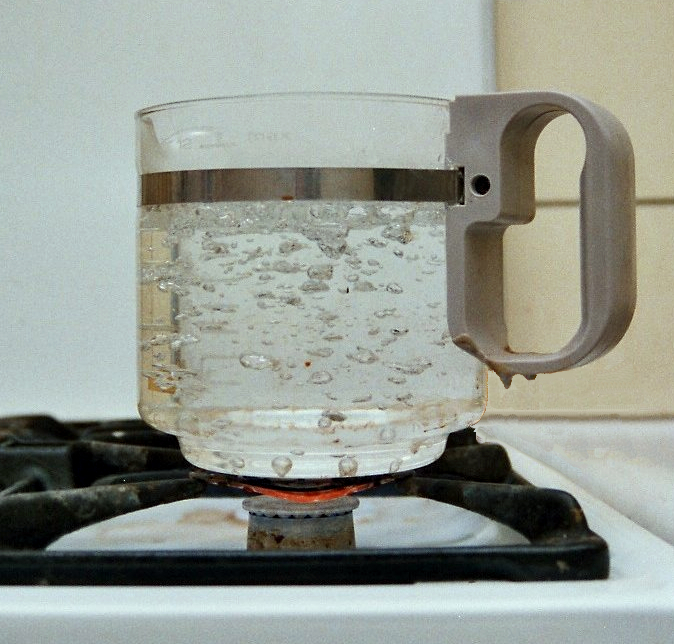
끓고 있는 물

끓음(영어: boiling) 또는, 비등(沸騰)은 액체 상태로 존재하는 한 물질이 끓는 점 이상의 온도에서 증기압력이 대기압력보다 높아져 기화하는 과정을 말한다. 이 때, 끓음은 증발과 다르게
끓는 점 이상의 온도에서만 일어나며, 증발이 액체의 표면에서만 기화 현상이 일어난다면, 끓음은 액체 내부에서도 기화가 일어나고 있다.
|         |          | 반응 후        |          |                 |      |
| 고체    | 액체     | 기체           | 플라스마 |                 |      |
| 반응 전 | 고체     | 고체-고체 변화 | 용융     | 승화            | —    |
| 반응 전 | 액체     | 결빙           | —        | 끓음 / 증발     | —    |
| 반응 전 | 기체     | 증착           | 응축     | —               | 전리 |
| 반응 전 | 플라스마 | —              | —        | 재결합 / 탈전리 | —    |

## 끓음의 조건
- 물질이 액체 상태로 존재할 때
- 액체의 끓는 점 이상의 온도를 완성시켰을 때

## 끓을 때 일어나는 현상
일반적으로 끓고 있는 액체에서는 기화 현상이 일어난다. 이와 같은 원리로, 물이 끓을 때 손을 끓는 물 위에 올려 놓으면 수증기에 의해 손이 축축해지는 느낌을 받을 수 있다.

## 각 물질의 끓는 점
- 물: 373.15K
- 철:3134K
- 아세톤:329.65K
- 암모니아:239.75K
- 염산:383.15K

## 요리법
끓이기는 식품에 물을 가하여 100℃의 온도에서 끓이는 조리 방법이다. 국, 찌개 등을 만들며 가열하는 중에 식품이 익으면서 맛이 든다. 곡류는 물과 함께 가열하면 녹말이 팽창하고 끈기 있는 호화 상태가 되어 맛이 좋고 소화 흡수가 잘 된다. 하지만 채소류는 비타민 C의 손실이 크고 녹색 색소의 변화가 크다. 단백질이 많이 함유되어 있는 육류, 생선, 알류는 높은 온도에서 끓이면 단백질이 응고된다.

## 같이 보기
- 상전이
- 상평형 그림
- 기화열